# ТЕЦ Келенфельд
ТЕС Kelenföldi — теплова електростанція в столиці Угорщини місті Будапешт.
Введена в експлуатацію у 1914 році з двома паровими турбінами потужністю по 7,5 МВт, ТЕС Kelenföldi стала першою міською електростанцією Будапешту. У першій половині 1920-х спорудили другу котельню та змонтували додаткове генеруюче обладнання, а до 1934-го реалізували черговий етап розширення, який полягав у появі третьої котельні та встановленні трьох турбін одиничною потужністю по 30 МВт, що довело загальну потужність ТЕС до 150 МВт. Зазначений показник забезпечували 8 турбін, які живились від 19 парових котлів.
У 1950-х роках станцію перетворили на теплоелектроцентраль, при цьому спершу з 1953 року почали отримувати пару промислові підприємства, а у 1958-му тепло стало надходити до системи централізованого опалення. 
Під час подальшого розвитку ТЕЦ існуючі конденсаційні турбіни почали замінювати на оптимізовані під теплопостачання. Так, в 1962-му стала до ладу нова турбіна №1 потужністю 6 МВт, яка відносилась до типу турбін із протитиском. В 1963-му замість турбіни №3 змонтували теплофікаційну потужністю 15 МВт, а наступного року ще одна турбіна з протитиском з показником у 6 МВт замінила турбіну №2. В 1966-му на місці турбіни №4 встановили теплофікаційну потужністю 15 МВт. Нарешті, в 1971-му замість турбіни №6 ввели нову турбіну із протитиском потужністю 19 МВт. Крім того, в роботі залишалась стара турбіна №5, номінована на рівні 5 МВт, тоді як турбіни №7 та №8 вивели з експлуатації без заміни. Як наслідок, загальна потужність станції стала дорівнювати 66 МВт. Живлення генеруючого обладнання забезпечували 12 котлів – 6 продуктивністю по 55 тон пари на годину (5 введені в дію у 1928 – 1930 роках під час спорудження третьої котельні, а ще один встановлений у 1948-му), 4 з показниками по 80 тон пару на годину (всі запущені в 1932-му) та 2 продуктивністю по 65 тон пари на годину  (змонтовані у 1958-му). Всі введені в 1962 – 1971 роках турбіни були виготовлені угорською компанією Lang (випущену в 1928 році турбіну №5 постачила Lang-Zoelly).  
Для покриття пікових навантажень під час опалювального періоду у 1970-му додали два водогрійні котли PTVM-50 потужністю по 58 МВт. В 1973-му змонтували ще один водогрійний котел типу PTVM-100 потужністю 116 МВт. А в 1982-му запустили водогрійний котел угорської розробки потужністю 209 МВт (втім, попит на теплову енергію виявився недостатнім і в 2005-му цей надпотужний котел, який на той час відпрацював всього 5300 годин, вивели з експлуатації).
Подальший розвиток майданчику виявився пов’язним з використанням газових турбін. Ще в 1972-му тут встановили таку турбіну виробництва італійської компанії Fiat потужністю 32 МВт, яка призначалась для покриття пікових навантажень (виведена з експлуатації на початку 1990-х). В 1995-му стала до ладу газова турбіна потужністю 132 МВт, відпрацьовані якою гази використовуються для продукування тепла за допомогою котла-утилізатора. Нарешті, у 2010-му запустили дві газові турбіни з показниками по 5 МВт.
Крім того, в 2006-му всі старі парові турбіни замінили на одну конденсаційну потужністю 50 МВт. Із старих водогрійних котлів залишився лише один PTVM-50, проте був змонтований один новий з показником у 65 МВт.
Первісно станцію спорудили з розрахунку на спалювання вугілля. У 1960 – 1961 роках два котла перевели на мазут, а з 1965-го почався перехід на використання природного газу (подавався до столиці по трубопроводах Гайдусобосло – Будапешт, Сегед – Будапеш, Берегдароц – Будапешт). З 1974-го спалювання вугілля припинилось.
Можливо відзначити, що в Будапешті також діють ТЕЦ Кішпешт, ТЕЦ Уйпешт і потужна парогазова ТЕС Чепель.